# Чипенда, Даниэл
Даниэл Жулиу Чипенда (порт. Daniel Júlio Chipenda; 15 мая 1931, Лобиту, Португальская Ангола — 28 февраля 1996, Кашкайш, Португалия) — ангольский политик и повстанческий полевой командир, участник войны за независимость и гражданской войны. Командовал Восточным фронтом МПЛА/ЭПЛА. Возглавлял Восточное восстание — фракцию противников Агостиньо Нето в МПЛА. В начале гражданской войны примкнул к ФНЛА, затем эмигрировал. Возвратившись в Анголу, вновь вступил в МПЛА, был послом НРА в Египте. Баллотировался в президенты на выборах 1992. Известен также как футболист Бенфики и Академики.

## Активист МПЛА
Родился в семье пастора-евангелиста и работницы-швеи. Этнически семейство Чипенда принадлежит к народности овимбунду. Джесси Чиула Чипенда, отец Даниэла Чипенды, был арестован колониальными властями и умер в тюрьме. Старший брат Жозе Чипенда стал, подобно отцу, протестантским проповедником и правозащитником.
В 1956 Даниэл Чипенда приехал в Португалию и поступил в Коимбрский университет. Обучился по геологической специальности. Профессионально занялся футболом, играл нападающим в Бенифке. Был участником чемпионата Португалии 1956/1957, выигранного «Бенфикой». Играл также за коимбрскую Академику. Женился на писательнице Эве ди Карвалью, в браке супруги имели двоих детей.
Даниэл Чипенда придерживался левонационалистических взглядов, был сторонником независимости Анголы от Португалии. В Лиссабоне он сблизился с антиколониальными активистами и вступил в МПЛА (что было нехарактерно для овимбунду, в основном консолидированных в УНИТА). Организовал молодёжное крыло движения — JMPLA. Из-за преследований ПИДЕ вынужден был перебраться в Конго-Леопольдвиль. Принял псевдоним Sango.
В Леопольдвиле Даниэл Чипенда организовывал боевые группы МПЛА и студенческие делегации для обучения в СССР и других странах Советского блока. Активно привлекал к вооружённой борьбе за независимость молодёжь и женщин. Организовал также футбольную команду Angola Livre — Свободная Ангола. В отчётах ПИДЕ характеризовался как динамичный и опасный противник. Был арестован конголезской полицией, но быстро освобождён.
В 1964 Даниэл Чипенда перебрался в Замбию, где организовал оперативный центр МПЛА/ЭПЛА. Вновь был арестован за незаконное ношение оружия и вновь вскоре освобождён (его реакция на арест характеризовалась как «удивлённая»). Возглавлял миссии МПЛА в Нигерии, Гане, Танзании. Координировал получение помощи из СССР.

## «Восточное восстание»
В мае 1966 Чипенда возглавил Восточный фронт ЭПЛА. Это значительно расширило сферу действий МПЛА. Восточные провинции Мошико и Квандо-Кубанго считались в МПЛА «концом света» — здесь жили в основном малограмотные крестьяне-овимбунду, ориентированные на УНИТА и не воспринимавшие пропаганду МПЛА, рассчитанную на образованных горожан Атлантического побережья. Чипенде и его соратникам впервые удалось наладить с ними контакт. Этому способствовала, в частности, принадлежность Чипенды к овимбунду.
Однако между местными бойцами и руководителями, присланными из других регионов, часто возникали конфликты. По приказу «приезжих» были убиты несколько местных полевых командиров. Бойцы-овимбунду протестовали и требовал встречи с лидером МПЛА Агостиньо Нето. Тот направил на переговоры Чипенду, но урегулировать не удалось. Так в МПЛА возникла внутренняя оппозиция — «Восточное восстание» во главе с Даниэлом Чипендой, претендующее на доминирование в движении.
С конца 1960-х португальские колониальные войска нанесли поражения ЭПЛА на востоке Анголы. Нето и Чипенда возложили ответственность друг на друга. Вражда между Чипендой и Нето обострялась от политико-идеологических разногласий: Чипенда не принимал односторонней ориентации Нето на СССР и Кубу, ему ближе были идеи африканского социализма, а не коммунизма. В Советском Союзе существовали подозрения о намерении Чипенды физически устранить Нето.
В 1974 на конференции МПЛА в Лусаке Чипенда имел столько же сторонников, что и Нето. Его фракция была названа «Восточное восстание» и блокировалась против Нето с «Активным восстанием» Марио Пинту де Андраде. Однако организационный и силовой аппарат Нето был поставлен гораздо эффективнее. Против сторонников Чипенды на ангольских контролируемых территориях заранее было использовано спецподразделение Луди Кисасунды, будущего основателя DISA. В итоге фракции «Восточное восстание» и «Активное восстание» покинули конференцию. В МПЛА утвердилось руководство Агостиньо Нето и Лусио Лары.

## Конфликты и примирения
Португальская Революция гвоздик весной 1974 ускорила процесс деколонизации. Даниэл Чипенда добивался особого представительства «Восточного восстания» на переговорах о переходе к независимости. Однако в этом было отказано: Алворское соглашение заключили в январе 1975 МПЛА Агостиньо Нето, ФНЛА Холдена Роберто и УНИТА Жонаша Савимби. В начале 1975 «Восточное восстание» в Луанде подверглось силовому давлению ФАПЛА — «диссидентов МПЛА» изгоняли из столицы. Тогда Чипенда порвал с МПЛА и — несмотря на кардинальные различия во взглядах — вступил в ФНЛА. Однако вооружённые силы Холдена Роберто быстро потерпели поражение от ФАПЛА и кубинского контингента. 11 ноября 1975 независимость НР Ангола была провозглашена под властью МПЛА, первым президентом стал Агостиньо Нето.
Происшедшее стало политическим поражением Даниэла Чипенды. Для его позиции не нашлось самостоятельного места в раскладе гражданской войны (закономерное для социалиста-овимбунду примыкание к УНИТА была неприемлемо из-за легко предсказуемого столкновения с харизматичным Савимби). Вскоре Чипенда покинул Анголу и проживал в Португалии. С середины 1980-х дистанцировался от ФНЛА и стал делать примирительные жесты в адрес МПЛА. К тому времени президентом НРА был уже не Нето, личный враг Чипенды, а Жозе Эдуарду душ Сантуш. Чипенда встретился с послом НРА в Лиссабоне, призвал ангольских эмигрантов признать правительство МПЛА и вернуться на родину. Это выступление в конце 1986 было воспринято наблюдателями как заметный пропагандистский успех ангольских властей.
В 1989, при начале политических реформ, Даниэл Чипенда вернулся в Анголу и вновь вступил в МПЛА. Президент душ Сантуш назначил его послом НРА в Египте. Но в 1992 Чипенда вновь вышел из МПЛА и выдвинул свою кандидатуру в президенты на первых многопартийных выборах. Баллотировался он как независимый кандидат, но был поддержан Ангольской национально-демократической партией. Вследствие поляризации сил между МПЛА душ Сантуша и УНИТА Савимби другие кандидаты получили слабую поддержку. За Чипенду проголосовали менее 21 тысячи избирателей — 0,52 %. В последующих бурных событиях Чипенда участия не принимал.

## Кончина и память
Последние годы Даниэл Чипенда прожил в Португалии. Скончался от диабета в возрасте 64 лет.
В современной Анголе Даниэл Чипенда вспоминается как видный националист, крупный деятель национально-освободительного движения. Существует мнение, что при демократических выборах в МПЛА лидером стал бы Чипенда. Отдельно отмечаются его спортивные достижения.